# 洪淳熙
洪 淳熙（ホン・スニ、朝鮮語: 홍순희、1913年8月5日 - 没年不詳）は、日本統治時代の朝鮮および大韓民国の産業組合幹部、教育者、政治家。第4代韓国国会議員。
本貫は南陽洪氏。実業家・社会運動家で親日派の洪鍾轍は父、元国会議員の洪永杓は甥（弟の息子）。

## 経歴
日本統治時代の全羅北道（現・全北特別自治道）高敞郡出身。明治大学法科卒。高敞産業組合常務理事、高敞面協議会議員、高敞郡学校評議会員、高敞東中学校理事、高敞女子中学校理事、高敞産業組合長、全北人事処長署理、民主党高敞乙区党委員長・政策委員・中央委員を務めた。1958年の第4代総選挙で民主党の候補として国会議員に当選し、対自由党闘争の闘士として活動したが、在任中に自由党に移籍したため非難を受けた。